# Лыготх
Лыго́тх (адыг. Шъоджэикъу, Лыгъотх) — аул в Лазаревском районе муниципального образования город-курорт Сочи Краснодарского края. Входит в состав Лыготхского сельского округа.

## География
Аул расположен в северной части Большого Сочи, на левом берегу реки Анакопсы (левый приток реки Аше). Находится в 25 км к северу от посёлка Лазаревское, в 92 км к северо-западу от Центрального Сочи и в 232 км к югу от города Краснодар (по дороге).
Граничит с землями аула Калеж на севере и фактически является частью этого аула.
Населённый пункт расположен в отрогах хребта Аже. Рельеф местности в основном гористый с резкими перепадами относительных высот. Населённый пункт со всех сторон окружён склонами хребтов с густым смешанным лесом. Средние высоты на территории аула составляют 289 метров над уровнем моря. К югу от населённого пункта, в верховьях реки Анакопсы расположена высшая точка в окрестностях аула — гора Муззосуку (924 м). Также имеются различной величины карстовые пещеры. На территории аула развиты серо-лесные почвы с горным чернозёмом.
Гидрографическая сеть представлена в основном рекой Анакопсы (Сухой Ручей), являющаяся левым притоком реки Аше. Также имеются различные источники родниковых и минеральных вод.
Климат на территории ауле влажный субтропический. Среднегодовая температура воздуха составляет около +13,2°С, со средними температурами июля около +23,7°С, и средними температурами января около +5,7°С. Среднегодовое количество осадков составляет около 1350 мм. Основная часть осадков выпадает в зимний период.

## Этимология
Лыготх (адыг. Лыгъотх) в переводе означает — «леденящего ветра хребет», что вполне обосновано исходя из локальных природно-климатических условий. Однако из-за того, что практически всё местное население было выселено из своей исторической родины, название многих топонимов при транскрипции было сильно искажено, и поэтому ныне существуют и другие теории относительно происхождения названия топонима.
Так кавказовед А. В. Твердый, изучавший топонимы Западного Кавказа, предполагает, что топоним восходит к адыгскому Лъагэтх — «высокий хребет», где лъагэ – «высокий» и тхы – «хребет». Также он выдвигал другой адыгский перевод топонима — Лъагъотх (хребет с тропой), где лъагъо – «тропа» и тхы - «хребет». Такое же название имеет один из горных хребтов на левобережье реки Аше.
По мнению К. Х. Мертухова, в основе названия топонима лежат адыгские слова — лыгъэ – «спаленный» и жъы – «старый», т.е. – «старое пепелище». Этого же мнение придерживается Дж. Н. Коков в книге «Адыгская (Черкесская) топонимия», приводя в пример название хребта Лыгажитх (адыг. Лыгъэжъытх — «старого пала хребет») в верховьях реки Аше.

## История
До середины XIX века нижнее и среднее течение долины реки Аше занимал один из крупнейших аулов Черноморской Шапсугии — Лохотх или Лыготх, начинавшийся у устья реки и тянувшийся до 20 км вверх по течению, и состоявший из множество родовых кварталов (хабль).
После завершения Кавказской войны жители ашейских аулов разделили судьбу остальных черкесов и в большинстве своём были выселены в Османскую империю или уничтожены в результате военных действий.
В 1865 году для вытеснения и последующего выселения адыгов, скрывавшихся в труднодоступных горных ущельях и котловин, военной русской администрацией были сформированы специальные «летучие» отряды, которым часто приходилось вступать с ними в открытый бой.
В 1866-1874 годах борьбу с ними вело несколько Кавказских линейных батальонов, размещенных отдельными подразделениями в 16 пунктах побережья. Одна из таких частей была расквартирована в долине реки Аше, вблизи современного аула Лыготх. В 1869 году ашейскому гарнизону было присвоено наименование «селение Александровское».
В конце 1870-х годов, преследование горстки черкесов остававшихся в горах завершилось. После вывода русских войск, горцы получили разрешение на образование самостоятельных селений, но преимущественно вдали от моря. Началось постепенное возрождение шапсугских аулов в долине реки Аше.
После установления советской власти селение Александровское было переименовано в Красноалександровское. В сентябре 1924 года село Красноалександровское передано в состав Шапсугского национального района Северо-Кавказского края.
В 1925 году село Красноалександровское было разделено на три части — 1-е Красноалександровское (ныне Хаджико) 2-е Красноалександровское (ныне Калеж) и 3-е Краснолександровское (ныне Лыготх). В 1945 году Шапсугский район преобразован и переименован в Лазаревский район.
В 1962 году с включением Лазаревского района в состав города Сочи, село 3-е Красноалександровское было передано в состав Туапсинского района.
С 26 декабря 1962 года по 12 января 1965 года селение находилось в составе Туапсинского сельского района, а затем возвращен в Лазаревский район города Сочи. Тогда же селение 3-е Красноалександровское включён в состав новообразованного Красноалександровского сельского совета в составе Большого Сочи.
В 1985 году селение 3-е Красноалександровское исключён из списка населенных пунктов Краснодарского края и включён в состав 2-м Красноалександровского аула.
В 1992 году аул восстановлен в своём прежнем статусе и обратно выделен из состава 2-го Красноалександровского аула.
Указом Президиума Верховного Совета Российской Федерации от 1 марта 1993 селение 3-е Красноалександровское переименовано в аул Лыготх.

## Население
| 2002 | 2010 |
| ---- | ---- |
| 43   | →43  |

Национальный состав
По данным Всероссийской переписи населения 2010 года:
| Народ   | Численность, чел. | Доля от всего населения, % |
| ------- | ----------------- | -------------------------- |
| адыги   | 38                | 88,4 %                     |
| русские | 5                 | 11,6 %                     |
| всего   | 43                | 100 %                      |

По данным Всероссийской переписи населения 2021 года:
| Народ           | Численность, чел. | Доля от всего населения, % |
| --------------- | ----------------- | -------------------------- |
| Адыги (Черкесы) | 29                | 87,88 %                    |
| другие          | 4                 | 12,12 %                    |
| всего           | 33                | 100,0 %                    |

## Инфраструктура
В ауле отсутствуют объекты социальной инфраструктуры. Ближайшие школа, детский сад и больница расположены в ауле Хаджико.

## Экономика
Как и в других населённых пунктах горной зоны города Сочи, главную роль в экономике села играют садоводство, пчеловодство и виноградорство. В горах сохранились заброшенные и заросшие со времён Кавказской войны — Старые Черкесские Сады.
В сфере туризма развивается экскурсионно-познавательный туризм, знакомящий туристов с историей и культурой автохтонного населения Западного Кавказа — адыгов.

## Достопримечательности
- Музей «Усадьба причерноморского шапсуга»

## Улицы
В ауле всего одна улица — Нарт.